# Elizabeth Christitch

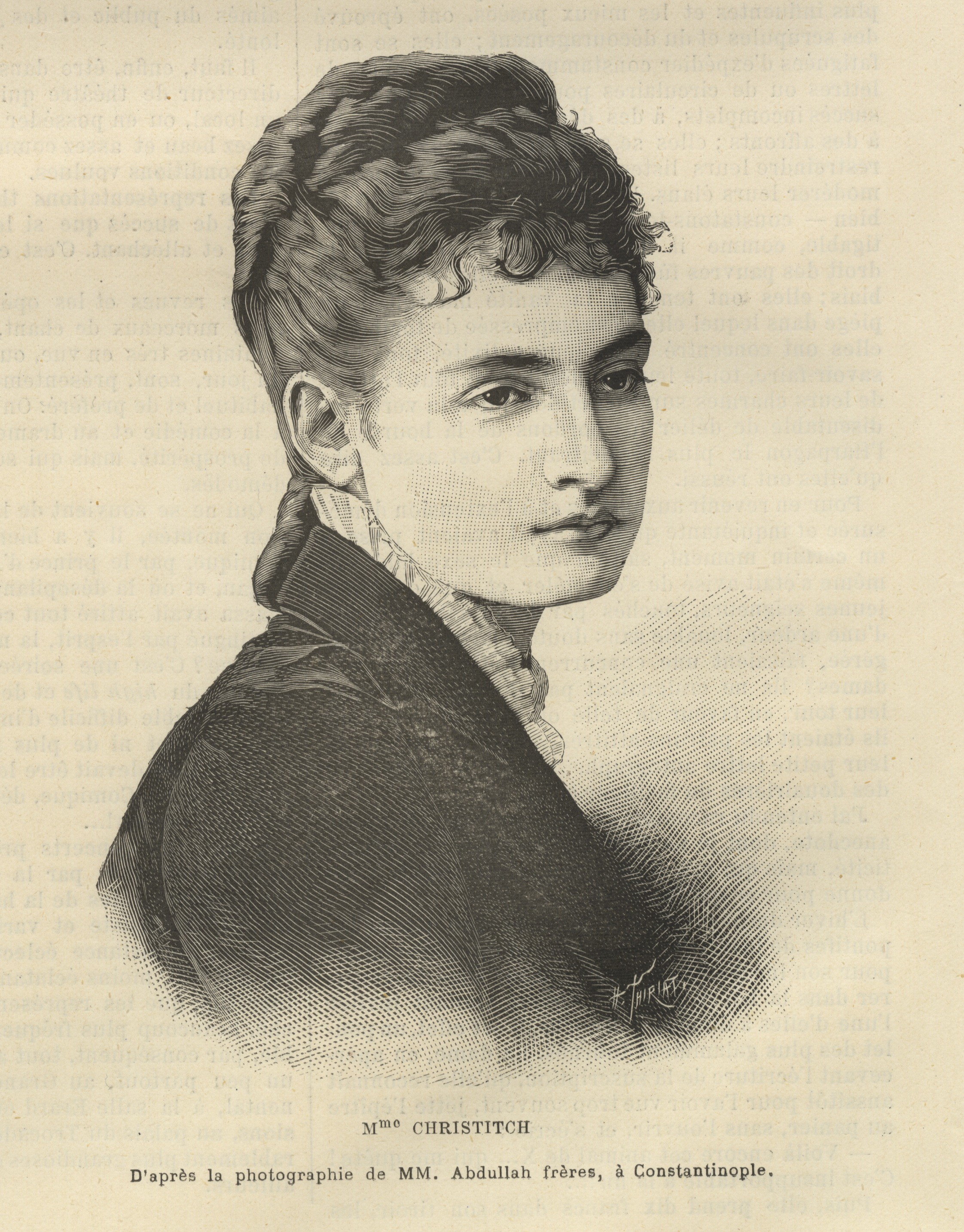
Holzschnitt von Henri Thiriat, basierend auf einer Fotografie von Abdullah Freres, 1889

Elizabeth O’Brien Christitch, schreibend unter dem Pseudonym Ben Hurst (* 1861 in Patrickswell, County Limerick; † 26. Januar 1933 in London), war eine irische Journalistin und Autorin.

## Leben
Christitch war die Tochter von John O’Brien aus der Gegend des Lough Gur in der County Limerick. Sie wurde im Kloster der Faithful Companions of Jesus and Mary in Bruff und im Ursulinenkloster in Gravelines bei Dünkirchen in Frankreich ausgebildet. Nach ihrer Schulausbildung wurde sie Gouvernante im Haushalt der polnischen Adelsfamilie Swinarski in Strzałkowo bei Posen.
In der Kathedrale von Posen heiratete sie Oberst Ljubomir N. Christitch (auch Hristić geschrieben) von der Königlich Serbischen Armee. Nachdem sie 1911 an der Gründung der Catholic Women’s Suffrage Society mitgewirkt hatte,  ließ sie sich in Serbien nieder und arbeitete während des Balkankrieges 1913 als Krankenschwester für die serbischen Soldaten. Während des Ersten Weltkriegs arbeitete sie in Belgrad für das Rote Kreuz. Für ihren Einsatz in den beiden Kriegen erhielt sie das serbische Verdienstkreuz und eine Medaille des Roten Kreuzes.
Christitch arbeitete als Journalistin für die New York Tribune, die Chicago Tribune und mehrere Londoner Tageszeitungen und verfasste außerdem belletristische Beiträge für verschiedene Zeitschriften. Sie übersetzte die serbische Nationalhymne ins Englische, und ihre englischsprachige Version wurde während des Krieges in Großbritannien gesungen. Christitch benutzte das Pseudonym „Ben Hurst“. Ihr bekanntester Roman war The Pride of Garr (1925). Sie schrieb über Balkan- und internationale Politik sowie über das Frauenwahlrecht und die irische Selbstverwaltung.
Christitch war ein Gründungsmitglied des Komitees für den Serbian Relief Fund von 1919. Sie und ihre Tochter Annie waren dreieinhalb Jahre lang Gefangene in Serbien. Christitch erlangte ihre Freiheit durch die Hilfe des Papstes Benedikt XV., bei dem sie 1919 auch eine Audienz hatte.
Das Ehepaar Christitch hatte neben der Tochter Annie eine weitere Tochter, Jane, und den Sohn Nikola, der General in der Königlichen Jugoslawischen Armee und Adjutant beider Könige, Alexander I. von Jugoslawien und Peter II. von Jugoslawien, wurde.
Christitch starb 1933 in London an einer Herzschwäche.